# The American (film 1927)
The American (conosciuto anche con il titolo The Flag Maker) è un film muto del 1927 diretto da James Stuart Blackton che aveva come interpreti Charles Ray, Bessie Love, Ward Crane.
La sceneggiatura di Marian Constance Blackton (sorella del regista) si basa su Land of the Pilgrim's Pride, The Immigrant e The American, tre storie di John Francis Dwyer.

## Trama
Dopo molti anni passati in America, Seref torna al suo paese, presentandosi come un miliardario americano: in testa un cappello da cow boy, ai piedi gli stivaloni texani. Venti anni prima, ha perso la fidanzata Melek, che lo ha lasciato per il suo migliore amico, mentre lui andava a finire in carcere. Riuscito a uscire dalla galera, è andato in America, il paese dei sogni. Lui, il suo, l'ha realizzato. È diventato un ricchissimo uomo d'affari, conosciuto sotto il nome di Seref il Turco. Ora che è a casa, pur se nelle sue intenzioni c'è anche qualche affare, il vero scopo del suo ritorno è quello di vendicarsi: dell'amico che lo ha pugnalato alle spalle anni addietro e di Melek, che lo ha tradito. Ma quando mette piede in Turchia, la nostalgia ha il sopravvento e trova la Small America nel caos. Alla ricerca di Melek, si troverà coinvolto in un'avventura che mescola violenza e passione.

## Produzione
Prodotto dalla Natural Vision Pictures, il film venne girato in California, a San Diego.
Il film fu prodotto da George K. Spoor con il suo sistema Natural Vision per il formato wide-screen, ma non venne mai distribuito in questo modo. Venne girato a San Diego.